# Dominik Kozma
Dominik Kozma (Dunfermline, 10 aprile 1991) è un ex nuotatore ungherese.

## Palmarès
- Mondiali

Budapest 2017: bronzo nella 4x100m sl.
- Europei

Debrecen 2012: bronzo nei 200m sl, nella 4x200m sl e nella 4x100m misti.
Berlino 2014: bronzo nella 4x100m misti.
- Europei in vasca corta

Herning 2013: bronzo nei 200m sl.
- Europei giovanili

Praga 2009: oro nei 50m sl, argento nei 200m misti e bronzo nella 4x100m misti.

## International Swimming League
| Stagione 2019 |
| ------------- |
| Iron          |